# Tony Hancock (cầu thủ bóng đá)
Anthony Eric Hancock (sinh ngày 31 tháng 1 năm 1967) là một cầu thủ bóng đá người Anh đã giải nghệ thi đấu ở vị trí tiền đạo.